# Salminus brasiliensis
Salminus brasiliensis är en fiskart som först beskrevs av Cuvier, 1816.  Salminus brasiliensis ingår i släktet Salminus och familjen Characidae. Inga underarter finns listade i Catalogue of Life.